# Johann Ferdinand Schrank
Johann Ferdinand Schrank (1. září 1830 Vídeň – 28. prosince 1881 Vídeň) byl rakouský pedagog a politik německé národnosti, v 2. polovině 19. století poslanec Říšské rady a náměstek starosty Vídně.

## Biografie
Působil jako profesor na akademické obchodní vysoké škole ve Vídni.
Studoval práva na Vídeňské univerzitě. V roce 1857 získal titul doktora práv na Univerzitě ve Štýrském Hradci. Pak ještě v letech 1858–1865 studoval medicínu. Od roku 1866 byl profesorem národohospodářství na obchodní vysoké škole ve Vídni. V roce 1875 se stal ředitelem vyšší vzdělávací a odborné školy pro ženy. Byl veřejně a politicky činný. V letech 1866–1881 byl členem vídeňské obecní rady, kam ho zvolil druhý voličský sbor v obvodu Neubau. Když v roce 1878 ve vídeňské obecní radě vznikl klub zastupitelů za Sjednocenou německou levici, stal se jeho předsedou. Od roku 1880 byl druhým náměstkem starosty Vídně.
Dlouhodobě zasedal jako poslanec Dolnorakouského zemského sněmu, kam nastoupil roku 1870 a členem sněmu zůstal až do své smrti roku 1881. Zastupoval kurii měst, obvod Vídeň VII. V letech 1871–1881 byl zároveň členem zemského výboru. Zasedal rovněž v zemské školní radě.
Byl také poslancem Říšské rady (celostátního parlamentu Předlitavska), kam nastoupil v prvních přímých volbách roku 1873 za kurii městskou v Dolních Rakousích, obvod Vídeň, VII. okres. V roce 1873 se uvádí jako Dr. Johann Ferdinand Schrank, profesor na obchodní akademii ve Vídni, bytem Vídeň. V roce 1873 do parlamentu nastupoval za blok německých ústavověrných liberálů (tzv. Ústavní strana, centralisticky a provídeňsky orientovaná), v jehož rámci představoval mladoněmecké křídlo. Byl jedním z pěti členů poslaneckého Klubu demokratů, který byl levicově liberálně orientovaný.
Krátce před smrtí byl povýšen do šlechtického stavu.
Zemřel po dlouhé srdeční nemoci v prosinci 1881.